# Eurasia Musy
Eurasia Musy (orig. Eurasia Tost) är en arkeolog i Musse Piggs universum och god vän med Musse Pigg och Långben. Hon dök upp för första gången i serien Topolino e la spedizione perduta av Andrea Castellan och Giorgio Cavazzano, ursprungligen publicerad i Topolino nummer 2507 från december 2003.
Den första serien med henne att publiceras i Sverige var "Xamocs hemlighet" (Topolino e il dono di Xamoc) i Kalle Ankas Pocket 319: Skattefnatt.